# Deutsches Schlager-Festival 1959
Das erste Deutsche Schlager-Festival fand am 17. November 1959 in der Rhein-Main-Halle in Wiesbaden statt. Veranstalter war der seinerzeit bei Schlagerfans beliebte Radiosender Radio Luxemburg. Am Start waren 22 Titel, die von insgesamt 30 Interpreten vorgestellt wurden. Sie alle wurden vom Orchester Max Greger begleitet. Die Sieger wurden durch das Saalpublikum, die Hörer von Radio Luxemburg und durch die Leser diverser Radiozeitschriften ermittelt.
Vorbild der Veranstaltung war das in Italien seit 1951 stattfindende Sanremo-Festival. Die Reaktion auf die Veranstaltung vom November 1959 war jedoch sehr verhalten. Auch waren die Titel des Wettbewerbs kaum in den Hitparaden zu finden. Lediglich Laurie London erreichte mit seinem Lied Bum-Ladda-Bum-Bum Platz 10 der Charts.
Das Festival machte jedoch die deutschen Musikproduzenten darauf aufmerksam, dass es an der Zeit wäre, für die Unterhaltungsmusik in Deutschland etwas zu tun. So schien es zunächst danach, als könnten 1960 die ersten Deutschen Schlager-Festspiele in Baden-Baden in Konkurrenz zum Schlager-Festival in Wiesbaden durchgeführt werden. Doch wurde diese Veranstaltung kurzfristig wieder abgesagt, so dass es 1960 eine Neuauflage des Schlager-Festivals in Wiesbaden gab.

## Teilnehmer 1959
(muss noch ergänzt werden)
| Platz | Titel                        | Interpret                   |
| ----- | ---------------------------- | --------------------------- |
| 1.    | Was wär’ das alles ohne dich | Ruth Fischer & Will Brandes |
| 2.    | Blacky Jones                 | Rainer Bertram              |
| 3.    | Jenny-Jo                     | Rainer Bertram              |

Weitere Teilnehmer waren unter anderem Chris Howland (Kleines Mädchen aus Berlin; Preis des Wiesbadener Publikums), Margot Eskens (Peter und Susann; Teenager-Song-Preis) und Laurie London (Bum-Ladda-Bum-Bum).